# Tetraponera clypeata
Tetraponera clypeata är en myrart som först beskrevs av Carlo Emery 1886.  Tetraponera clypeata ingår i släktet Tetraponera och familjen myror. Inga underarter finns listade i Catalogue of Life.